# Tadeusz Mieczkowski (producent muzyczny)
Tadeusz Mieczkowski (ur. 21 stycznia 1963 w Ełku) – polski reżyser dźwięku.
Absolwent Wydziału Reżyserii Dźwięku Akademii Muzycznej im. Fryderyka Chopina w Warszawie – dyplom w 1989 ze specjalizacją nagrania fonograficzne. Podczas studiów podjął pracę w Dyrekcji Nagrań Muzycznych Polskiego Radia w Warszawie, a od 1989 został pracownikiem etatowym na stanowisku reżysera dźwięku. W swoim dorobku ma współpracę z gwiazdami polskiego rynku muzycznego zarówno w dziedzinie muzyki klasycznej i rozrywkowej. Ma na koncie wiele nagrań muzyki do polskich filmów oraz dziesiątki płyt.

## Nagrody i wyróżnienia
- 2000 – Fryderyki 2000 – Kategoria „Realizator Dźwięku Roku” – nominacja[5]
- 2005 – Fryderyki 2005 – Kategoria „Album Roku Muzyka Kameralna”, realizator nagrania albumu Tango moja miłość Krzysztof Jakowicz & Tangata Quintet – nominacja[6]
- 2011 – Fryderyki 2011 – Kategoria „Album Roku Muzyka Współczesna”, realizator nagrania albumu Symphonicum Krzysztofa Herdzina – nominacja[7]